# Csontostanya
Csontostanya (románul: Moara de Jos), falu Romániában, Maros megyében.

## Története
Mezőtóhát község része. A trianoni békeszerződésig Torda-Aranyos vármegye Marosludasi járásához tartozott.

## Népessége
2002-ben 72 lakosa volt, ebből 71 román és 1 magyar nemzetiségű.

## Vallások
A falu lakói közül 69-en ortodox, 2-en görögkatolikus hitűek és 1 fő római katolikus.